# Agiortia pedicellata
Agiortia pedicellata là một loài thực vật có hoa trong họ Thạch nam. Loài này được (C.T.White) Quinn mô tả khoa học đầu tiên năm 2005.